# Кузьменко Микола Зінькович
Микола Зінькович Кузьменко (нар. 8 квітня 1934, місто Чорнобиль Київської області) — український радянський діяч, бригадир комплексної бригади шахти «Чайкіне-Глибока» виробничого об'єднання «Макіїввугілля» Донецької області. Депутат Верховної Ради УРСР 8-9-го скликань.

## Біографія
Освіта середня.
З 1951 р. — робітник очисного вибою шахти імені Орджонікідзе тресту «Красногвардійськвугілля» Сталінської області.
У 1954 — 1957 р. — служба в Радянській армії.
У 1957 — 1960 р. — колгоспник колгоспу.
У 1960 — 1971 р. — робітник очисного вибою шахти «Чайкіне-Глибока» комбінату «Макіїввугілля» Донецької області.
З 1971 р. — бригадир комплексної бригади робітників очисного вибою шахти «Чайкіне-Глибока» виробничого об'єднання «Макіїввугілля» Донецької області.
Потім — на пенсії у місті Макіївці Донецької області.

## Нагороди
- ордени
- медалі